# Peruaanse purperzwaluw
De Peruaanse purperzwaluw (Progne murphyi) is een zangvogel uit de familie Hirundinidae (zwaluwen). Deze vogel is genoemd naar de Amerikaanse ornitholoog Robert Cushman Murphy.

## Verspreiding en leefgebied
Deze soort komt voor in westelijk Peru en noordelijk Chili.

## Status
De grootte van de populatie is in 2020 geschat op 2500-10.000 volwassen vogels. Op de Rode lijst van de IUCN heeft deze soort de status gevoelig omdat de populatie klein is en langzaam afneemt.